# Käärijä

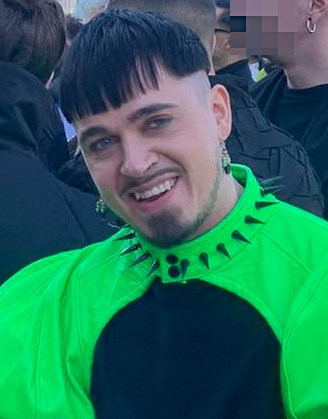
Käärijä, 2023

Jere Mikael Pöyhönen (* 21. Oktober 1993 in Vantaa), bekannt als Käärijä, ist ein finnischer Rapper, Sänger und Songwriter. Er vertrat Finnland beim Eurovision Song Contest 2023 in Liverpool. Mit seinem Lied Cha Cha Cha erreichte er den zweiten Platz.

## Leben und Karriere
Pöyhönen wuchs in Vantaa in der Region Helsinki auf. Er spielte lange Eishockey, für Kiekko-Vantaa Akatemia und IHK Helsinki, u. a. an der Seite des späteren National-Hockey-League-Spielers Esa Lindell. Seine Leidenschaft für Musik begann am Schlagzeug. Seit 2014 produziert er eigene Musik. Anfangs drehten sich Käärijäs Themen sehr stark um das Glücksspiel – sein Künstlername stammt deshalb auch von einem Witz unter seinen Freunden über das Aufrollen von Geld beim Glücksspiel (kääriminen). Er ist außerdem ein Fan der deutschen Band Rammstein. Auf seiner Brust ist ein leicht abgewandeltes Logo der Band tätowiert.
Käärijä veröffentlichte seine Musik bis Ende 2017 im Selbstverlag, als seine erste Doppelsingle Koppi tules/Nou roblem über Monsp Records veröffentlicht wurde. Die Single wurde gut aufgenommen und Käärijä unterzeichnete einen Folgevertrag mit Monsp Records. 2020 veröffentlichte er sein Debütalbum Fantastista.
Der Stil Käärijäs vereint Rap, Metal und Electro.
Käärijä nahm am 25. Februar 2023 am finnischen Vorentscheid für den Eurovision Song Contest 2023 teil, den er gewann. Er vertrat Finnland beim Eurovision Song Contest in Liverpool mit seinem Lied Cha Cha Cha. Dort erreichte er im Finale den zweiten Platz hinter der Schwedin Loreen und belegte den ersten Platz im Televoting. Mit 526 Punkten erhielt er die höchste Punktzahl, die Finnland beim ESC je erreichte.
Im Februar 2024 veröffentlichte er gemeinsam mit der finnischen Sängerin Erika Vikman den Titel Ruoska. Im dazugehörigen Musikvideo werden verschiedene Hasskommentare präsentiert, die beide Künstler betreffen. Im Abspann des Videos ist zu lesen, dass alle Kommentare online von anonymen Accounts gepostet worden seien.

## Diskografie

### Alben
| Jahr | Titel               | Höchstplatzierung, Gesamtwochen, AuszeichnungChartsChartplatzierungen (Jahr, Titel, Platzierungen, Wochen, Auszeichnungen, Anmerkungen) | Anmerkungen                            |
| Jahr | Titel               | FI | Anmerkungen                            |
| ---- | ------------------- | --- | -------------------------------------- |
| 2023 | Fantastista         | FI4 (23 Wo.)FI | Erstveröffentlichung: 7. Februar 2020  |
| 2023 | Cha Cha Cha Mixtape | FI2 (7 Wo.)FI | Mixtape                                |
| 2023 | Peliä EP            | FI22 (2 Wo.)FI | Erstveröffentlichung: 27. Juli 2018 EP |
| 2024 | People’s Champion   | FI2 (… Wo.)FI | Erstveröffentlichung: 1. November 2024 |

### Singles
| Jahr | Titel Album                                      | Höchstplatzierung, Gesamtwochen, AuszeichnungChartplatzierungen (Jahr, Titel, Album, Platzierungen, Wochen, Auszeichnungen, Anmerkungen) | Höchstplatzierung, Gesamtwochen, AuszeichnungChartplatzierungen (Jahr, Titel, Album, Platzierungen, Wochen, Auszeichnungen, Anmerkungen) | Höchstplatzierung, Gesamtwochen, AuszeichnungChartplatzierungen (Jahr, Titel, Album, Platzierungen, Wochen, Auszeichnungen, Anmerkungen) | Höchstplatzierung, Gesamtwochen, AuszeichnungChartplatzierungen (Jahr, Titel, Album, Platzierungen, Wochen, Auszeichnungen, Anmerkungen) | Höchstplatzierung, Gesamtwochen, AuszeichnungChartplatzierungen (Jahr, Titel, Album, Platzierungen, Wochen, Auszeichnungen, Anmerkungen) | Anmerkungen |
| Jahr | Titel Album                                      | FI | DE | AT | CH | UK | Anmerkungen |
| ---- | ------------------------------------------------ | --- | --- | --- | --- | --- | --- |
| 2018 | Viulunkieli Fantastista                          | FI30 (2 Wo.)FI | — | — | — | — | Erstveröffentlichung: 28. Dezember 2018 Charteinstieg: 2023                                                        |
| 2019 | Mic Mac Fantastista                              | FI44 (1 Wo.)FI | — | — | — | — | Erstveröffentlichung: 13. Dezember 2019 Charteinstieg: 2023                                                        |
| 2022 | Välikuolema Cha Cha Cha Mixtape                  | FI19 (5 Wo.)FI | — | — | — | — | Erstveröffentlichung: 23. September 2022 Charteinstieg: 2023                                                       |
| 2023 | Cha Cha Cha People’s Champion                    | FI1 (58 Wo.)FI | DE18 (2 Wo.)DE | AT7 (3 Wo.)AT | CH8 (2 Wo.)CH | UK6 (4 Wo.)UK | Erstveröffentlichung: 17. Januar 2023 Platz 2 beim Eurovision Song Contest 2023 Platz 1 in den schwedischen Charts |
| 2023 | Cha Cha Cha (Alan Walker Remix) –                | FI12 (3 Wo.)FI | — | — | — | — | Erstveröffentlichung: 9. Juni 2023                                                                                 |
| 2023 | It’s Crazy, It’s Party People’s Champion         | FI4 (5 Wo.)FI | — | — | — | — | Erstveröffentlichung: 15. September 2023 feat. Tommy Cash                                                          |
| 2023 | Huhhahhei People’s Champion                      | FI5 (2 Wo.)FI | — | — | — | — | Erstveröffentlichung: 20. Oktober 2023                                                                             |
| 2024 | Ruoska People’s Champion                         | FI1 (16 Wo.)FI | — | — | — | — | Erstveröffentlichung: 9. Februar 2024 feat. Erika Vikman                                                           |
| 2024 | Kot Kot People’s Champion                        | FI8 (3 Wo.)FI | — | — | — | — | Erstveröffentlichung: 25. April 2024                                                                               |
| 2024 | Trafik! –                                        | FI5 (4 Wo.)FI | — | — | — | — | Erstveröffentlichung: 12. Juli 2024 mit Joost Klein                                                                |
| 2024 | Sex = Money People’s Champion                    | FI15 (2 Wo.)FI | — | — | — | — | Erstveröffentlichung: 11. Oktober 2024                                                                             |
| 2024 | Autiomaa People’s Champion                       | FI23 (3 Wo.)FI | — | — | — | — | Erstveröffentlichung: 31. Oktober 2024                                                                             |
| 2025 | San Francisco Boy –                              | FI8 (6 Wo.)FI | — | — | — | — | Erstveröffentlichung: 31. Januar 2025 mit Hooja                                                                    |
| 2025 | Kaistaa –                                        | FI4 (… Wo.)FI | — | — | — | — | Erstveröffentlichung: 20. März 2025 mit Bess                                                                       |
| 2025 | #eurodab –                                       | FI7 (5 Wo.)FI | — | — | — | — | Erstveröffentlichung: 16. Mai 2025 mit Baby Lasagna                                                                |
| 2025 | Cha cha cha / Rim tim tagi dim (Battle Mashup) – | FI23 (2 Wo.)FI | — | — | — | — | Erstveröffentlichung: 6. Juni 2025 mit Baby Lasagna                                                                |

Weitere Singles
- 2016: Heila (featuring Urho Ghettonen)
- 2016: Urheilujätkä (featuring Jeskiedes)
- 2016: Puun takaa
- 2017: Tuuliviiri
- 2017: Ajoa
- 2017: Koppi tules/Nou roblem
- 2018: Klo23
- 2018: Puuta heinää
- 2019: Rock rock
- 2019: Hirttää kiinni
- 2020: Paidaton riehuja
- 2021: Menestynyt yksilö
- 2021: Siitä viis

Gastbeiträge

| Jahr | Titel Interpreten                              | Höchstplatzierung, Gesamtwochen, AuszeichnungChartplatzierungen (Jahr, Titel, Interpreten, Platzierungen, Wochen, Auszeichnungen, Anmerkungen) | Höchstplatzierung, Gesamtwochen, AuszeichnungChartplatzierungen (Jahr, Titel, Interpreten, Platzierungen, Wochen, Auszeichnungen, Anmerkungen) | Höchstplatzierung, Gesamtwochen, AuszeichnungChartplatzierungen (Jahr, Titel, Interpreten, Platzierungen, Wochen, Auszeichnungen, Anmerkungen) | Höchstplatzierung, Gesamtwochen, AuszeichnungChartplatzierungen (Jahr, Titel, Interpreten, Platzierungen, Wochen, Auszeichnungen, Anmerkungen) | Höchstplatzierung, Gesamtwochen, AuszeichnungChartplatzierungen (Jahr, Titel, Interpreten, Platzierungen, Wochen, Auszeichnungen, Anmerkungen) | Anmerkungen                            |
| Jahr | Titel Interpreten                              | FI | DE | AT | CH | UK | Anmerkungen                            |
| ---- | ---------------------------------------------- | --- | --- | --- | --- | --- | -------------------------------------- |
| 2023 | Auto jää Antti Tuisku featuring Käärijä        | FI6 (8 Wo.)FI | — | — | — | — | Erstveröffentlichung: 28. April 2023   |
| 2023 | Toiset samanlaiset Elastinen featuring Käärijä | FI7 (2 Wo.)FI | — | — | — | — | Erstveröffentlichung: 8. Dezember 2023 |

## Auszeichnungen für Musikverkäufe
| Platin-Schallplatte - Polen - 2024: für die Single Cha Cha Cha |

| Land/RegionAuszeichnungen für Musikverkäufe (Land/Region, Auszeichnungen, Verkäufe, Quellen) | Gold | Platin  | Verkäufe | Quellen |
| -------------------------------------------------------------------------------------------- | ---- | ------- | -------- | ------- |
| Polen (ZPAV)                                                                                 | —    | Platin1 | 50.000   | olis.pl |
| Insgesamt                                                                                    | —    | Platin1 |          |         |